# Мельники (Кобринский район)
Ме́льники (бел. Мельнікі) — деревня в Кобринском районе Брестской области Белоруссии. Входит в состав Батчинского сельсовета.
По данным на 1 января 2016 года население составило 18 человек в 9 домохозяйствах.

## География
Деревня расположена на северном берегу реки Мухавец, в 13 км к западу от города и станции Кобрин, 3 км к юго-западу от остановочного пункта Черевачицы и в 36 км к востоку от Бреста, на автодороге Р104 Кобрин-Жабинка.
На 2012 год площадь населённого пункта составила 0,48 км² (48 га).

## История
Населённый пункт известен с 1890 года. В разное время население составляло:
- 1999 год: 12 хозяйств, 25 человек;
- 2005 год: 12 хозяйств, 12 человек;
- 2009 год: 17 человек;
- 2016 год[2]: 9 хозяйств, 18 человек;
- 2019 год[1]: 6 человек.